# Skumin-Syndrom

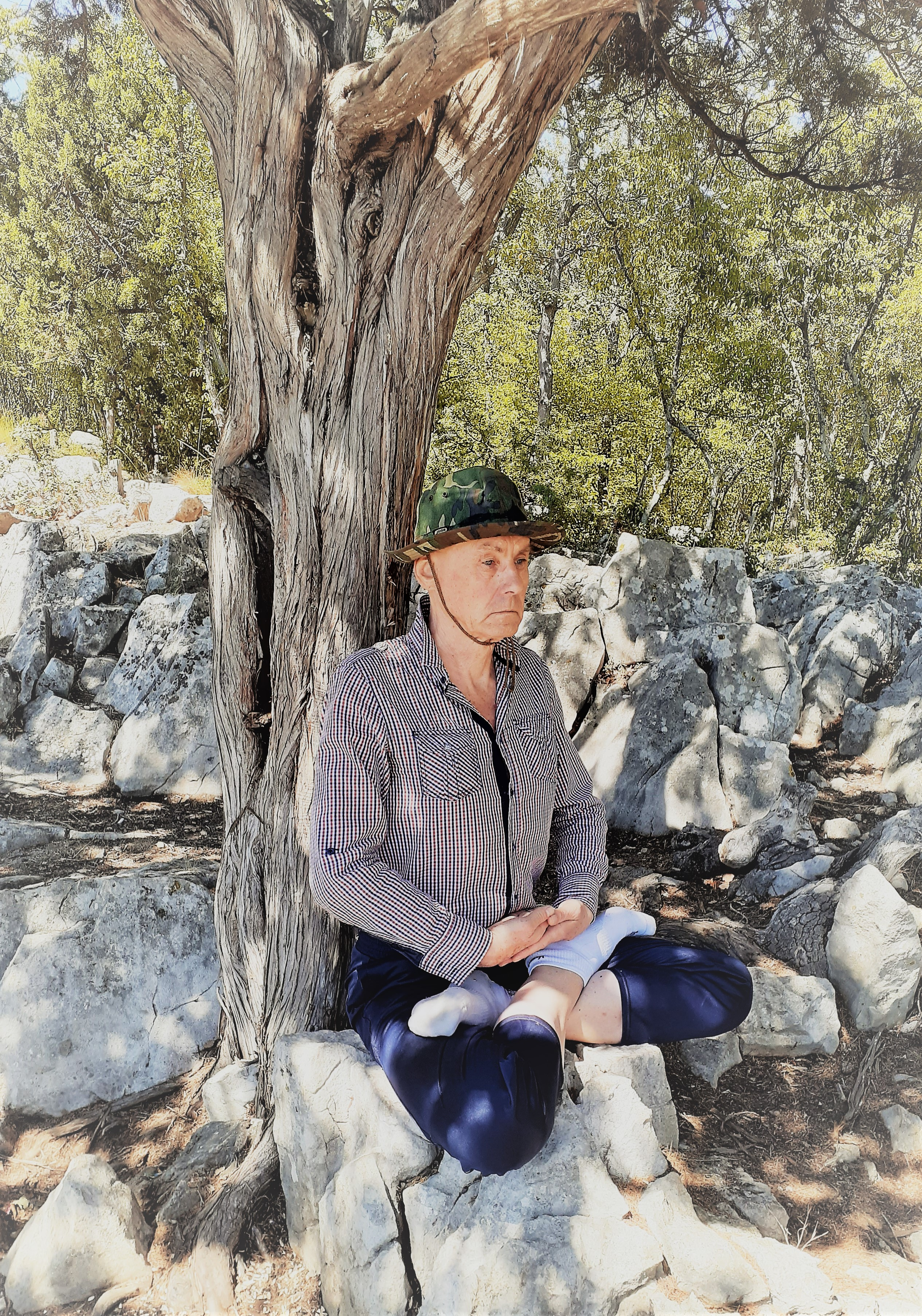
Wiktor Andrejewitsch Skumin, 2020

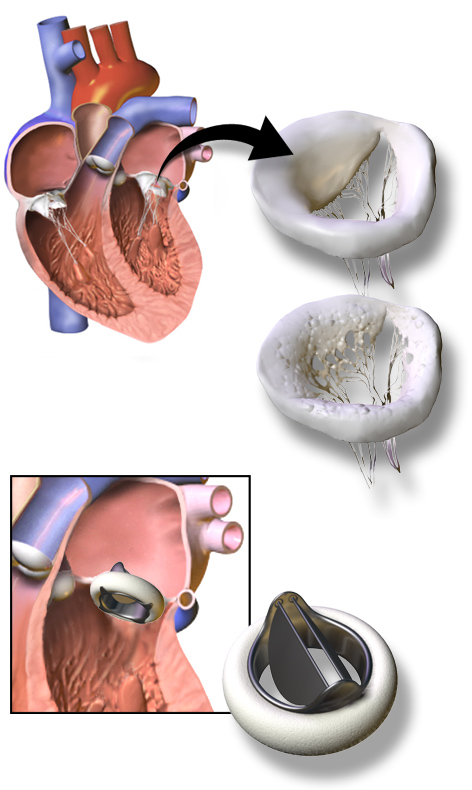
Zweiflüglige mechanische Herzklappe

Das Skumin-Syndrom ist eine ungebräuchliche Bezeichnung für ein psychopathologisches Syndrom nach Implantation einer Herzklappe. Hauptsymptome sind irrationale Angst, Depression und Schlafstörung. Oft kommt eine Asthenie hinzu.
Die Namensbezeichnung bezieht sich auf den Autoren der Erstbeschreibung aus dem Jahre 1978 durch den russischen Arzt und Psychologen Wiktor Andrejewitsch Skumin.
Die Bezeichnung ist (außerhalb des russischsprachigen Raumes) nicht geläufig (keine Einträge in Pubmed).
Die Häufigkeit wird mit bis zu 27,5 % der Patienten mit künstlicher Herzklappe angegeben.